# Közép-Európai Dzsembori

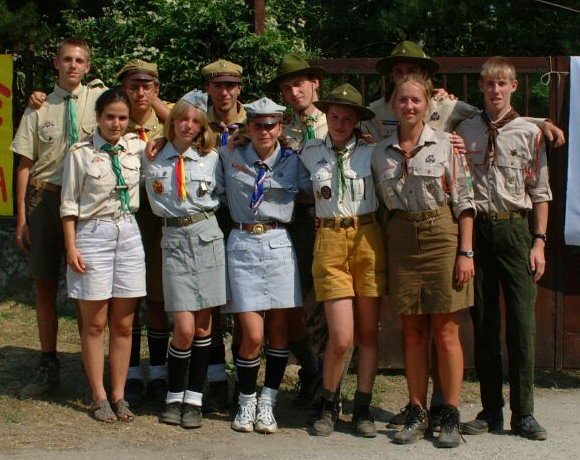
Magyar, lengyel, szlovák és cseh cserkészek a Carpathia 2001-en

A Közép-Európai Dzsembori egy cserkész dzsembori, melyet  felváltva rendeznek a visegrádi országok (Lengyelország, Magyarország, Szlovákia és Csehország), általában kétévente. Résztvevői elsősorban Közép- és Kelet-Európa nemzetei, néha egyéb országok cserkészeivel kiegészülve. 

## Története
Története 1931-ig nyúlik vissza: a második világháború előtt két alkalommal rendeztek szláv cserkésztalálkozót, 1931-ben Prágában, 1935-ben a lengyelországi Spałában. Neve ellenére nem csak szláv, de más országok cserkészei is eljutottak ezekre, és a felvidéki magyar cserkészek is részt vettek.
A rendszerváltás után a cseh cserkészek kezdeményezték a hagyomány újjáélesztését, immár közép-európai keretek között. 2010-ben Magyarország nyújtott otthont a 10. jubileumi rendezvénynek.
A két, 1930-as évekbeli tábort is beleszámítva eddig tizennégy alkalommal rendezték meg a találkozót, legutóbb, 2018-ban a magyarországi Dunaújvárosban.

## A Közép-Európai Dzsemborik listája
A lista tartalmazza a második világháború előtti két szláv dzsemborit is.

| Év   | Elnevezés                           | Ország, hely                              | Jelmondat                                              | Résztvevők |
| ---- | ----------------------------------- | ----------------------------------------- | ------------------------------------------------------ | ---------- |
| 1931 | Szláv cserkészek tábora             | Csehszlovákia, Prága                      |                                                        |            |
| 1935 | Spałai nagytábor                    | Lengyelország, Spała                      |                                                        |            |
| 1997 | Fénix                               | Csehország, Prága                         |                                                        |            |
| 1998 | Eurocor                             | Szlovákia, Zsarnóca                       |                                                        |            |
| 1999 | San '99                             | Lengyelország, Sanok                      |                                                        |            |
| 2001 | Carpathia                           | Magyarország, Csobánka                    | Closer to each other (Közelebb egymáshoz)              | 1000       |
| 2004 | Tatracor                            | Szlovákia, Tátralomnic                    | Reach the Top (Érd el a csúcsot)                       | 2000       |
| 2006 | Orbis 2006                          | Csehország, Brno                          | Many cultures – one world (Sok kultúra – egy világ)    | 3000       |
| 2008 | Silesia 2008                        | Lengyelország, Chorzów                    | Discover new worlds (Fedezz fel új világokat)          | 1400       |
| 2010 | ConCordia 2010                      | Magyarország, Budapest                    | Many Hearts, One Beat (Sok szív, egy dobbanás)         | 1200       |
| 2012 | Central European Jamboree 2012      | Szlovákia, Liptószentmiklós               | Experience Elements (Tapasztald meg az alkotóelemeket) |            |
| 2014 | Central European Jamboree 2014      | Csehország, Doksy                         | Prepared for the Future (Felkészülve a jövőre)         |            |
| 2016 | Central European Jamboree 2016      | Lengyelország, Wrocław                    | The Art of Scouting (A cserkészet művészete)           | 1800       |
| 2018 | Central European Jamboree 2018      | Magyarország, Dunaújváros (Szalki-sziget) | Scouting on new waves (Cserkészet új hullámokon)       | 700        |
| 2022 | IRIS Central European Jamboree 2022 | Csehország, Prága                         |                                                        |            |

## Fotók

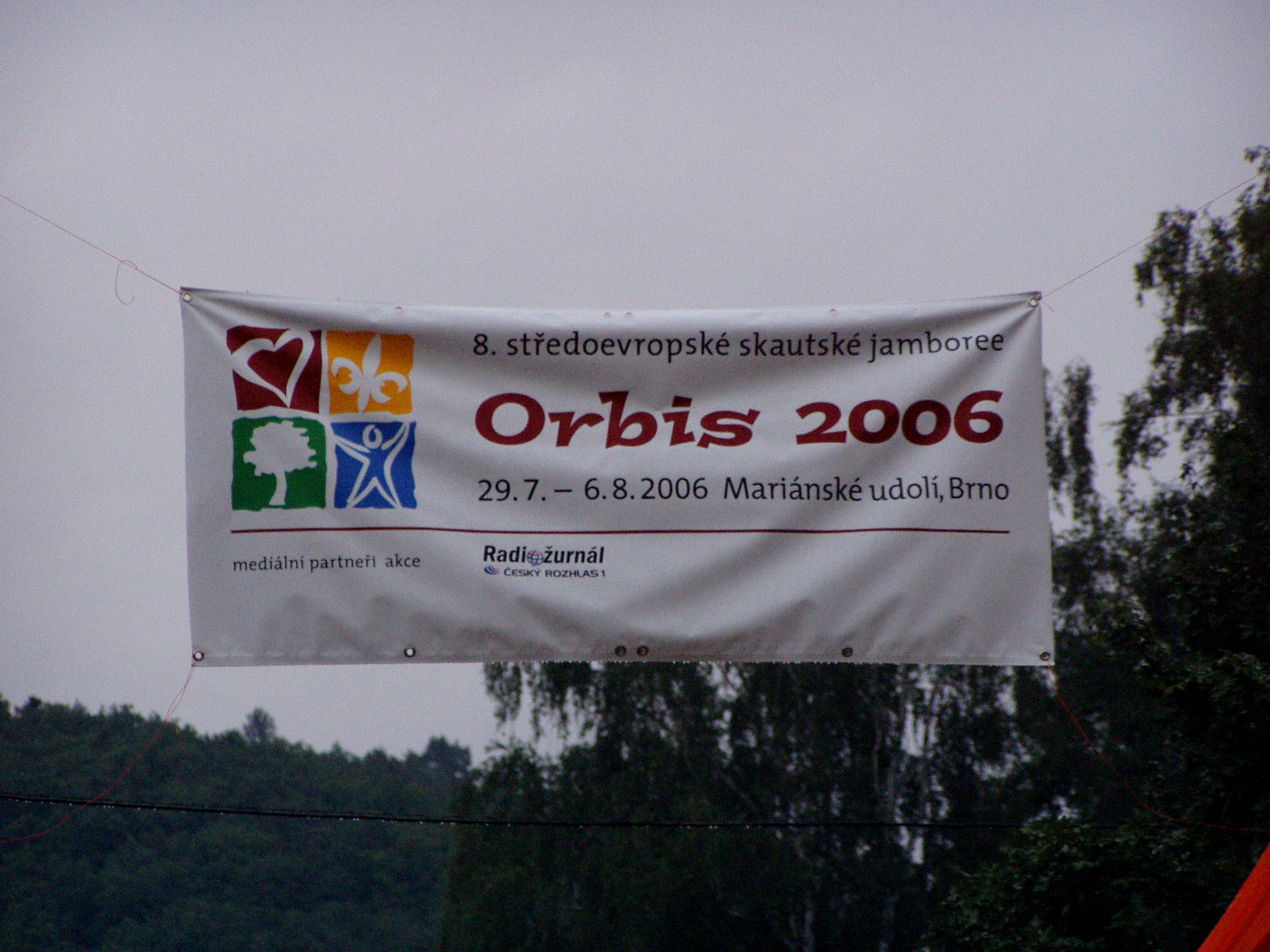
Orbis 2006 - logo
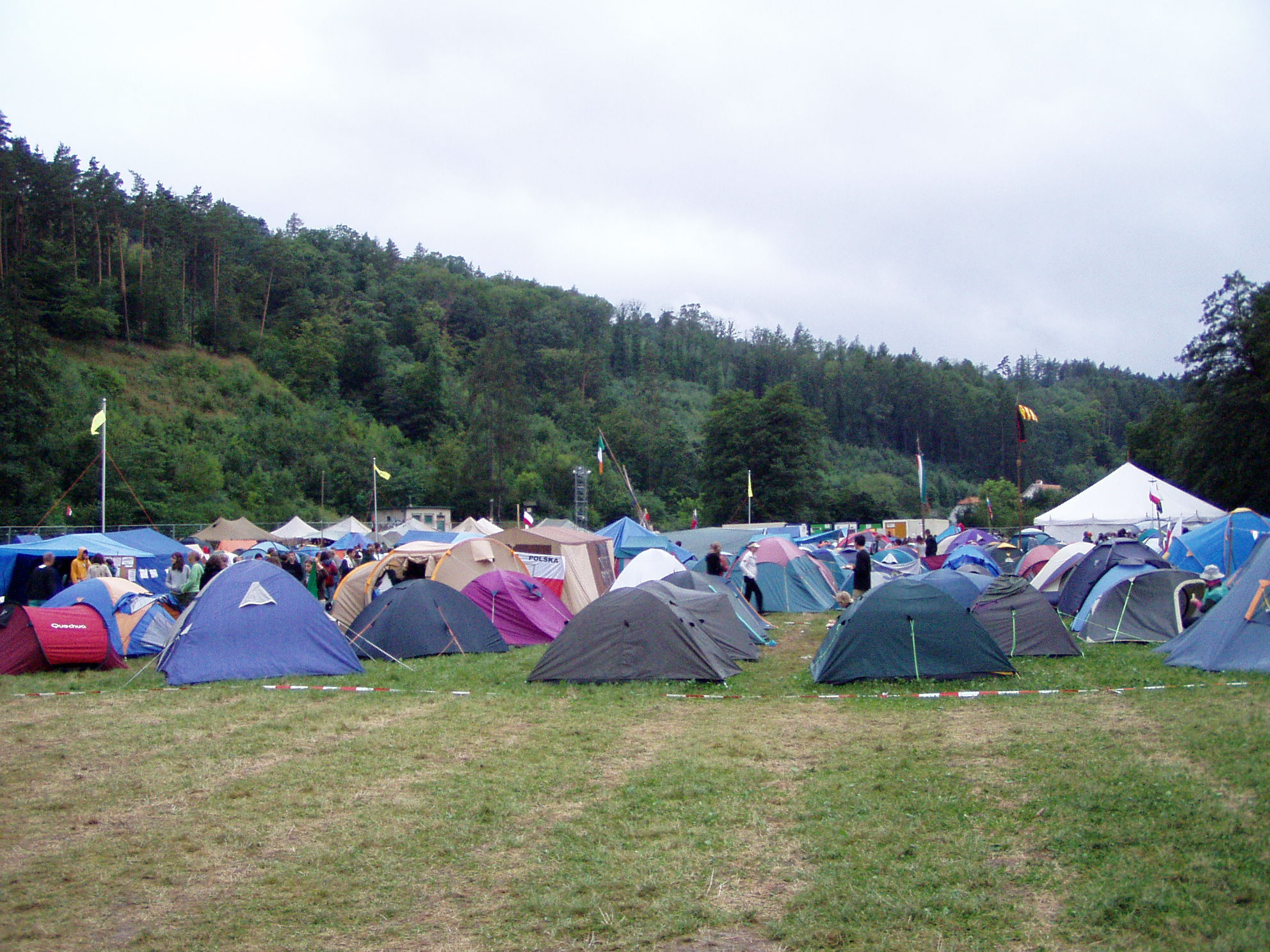
Orbis 2006 - táborozás szabad ég alatt
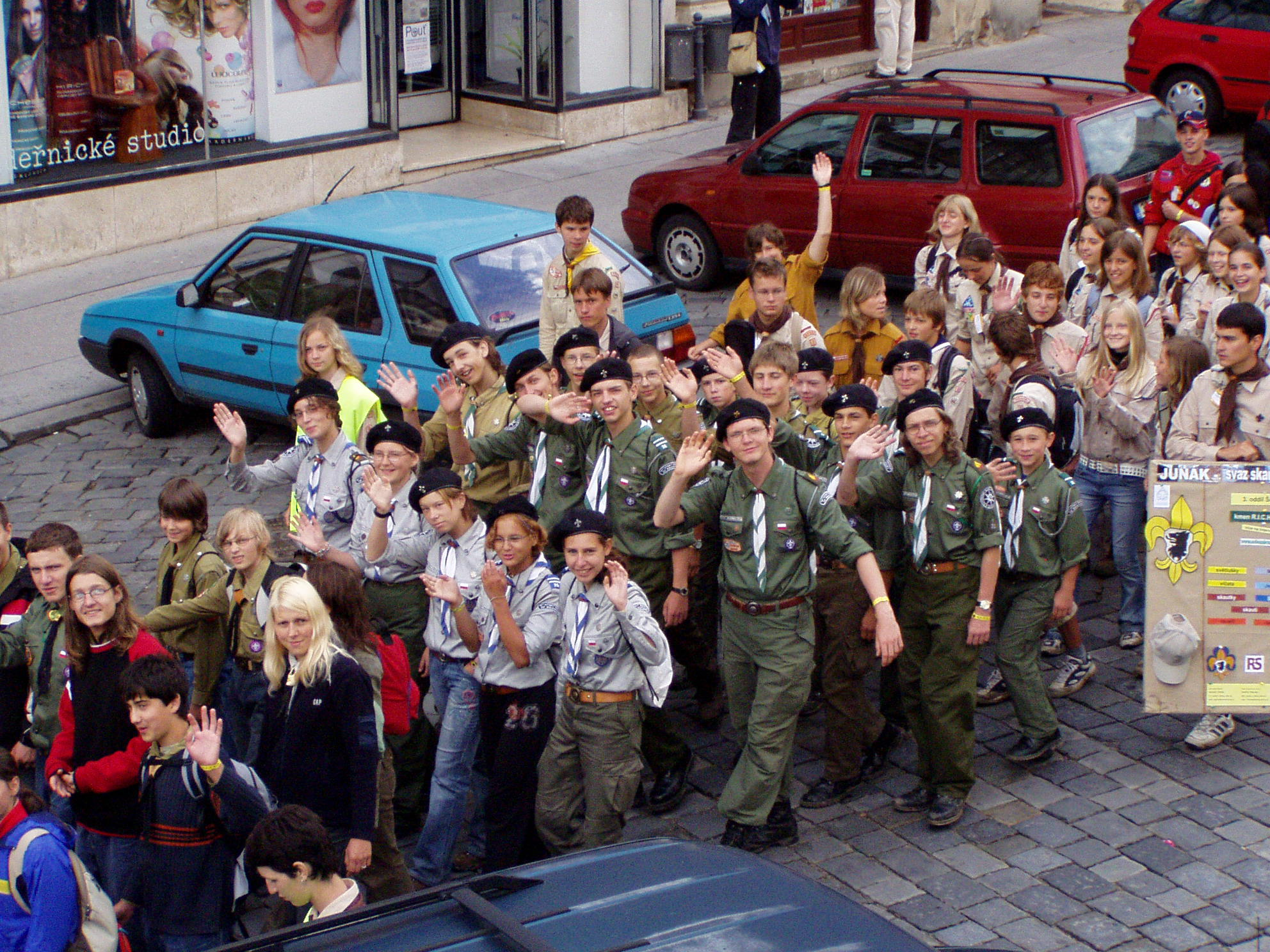
Orbis 2006 - képviselet Harcerski Klub Turystyczny "Azymut" - Swarzędz - Lengyelország